# Миндубаев, Семигула Шагиевич
Семигула Шагиевич Миндубаев (1896 год, Казанская губерния — 1981, Грозный) — передовик производства, мастер подземного ремонта скважин нефтепромыслового управления «Октябрьнефть» объединения «Грознефть». Герой Социалистического Труда (1948).

## Биография
Родился в 1896 году в одной из деревень в окрестностях Казани. Трудовую деятельность начал с 12-летнего возраста. Участвовал в Гражданской войне. В 1920 году переехал в Грозный, где стал работать на нефтяных промыслах. С 1925 года работал в тресте «Октябрьнефть» буровым рабочим, мастером по насосам и бригадиром подземного ремонта скважин. Одним из первых применил метод опускания глубинного насоса в скважину. Во время Великой Отечественной войны работал на нефтяных разработках месторождения Доссор в Гурьевской области.
После войны, работая бригадиром подземного ремонта скважин управления «Октябрьнефть», восстанавливал нефтяные промыслы в окрестностях Грозного. В 1948 году был удостоен звания Героя Социалистического Труда за участие в восстановлении и образцовое выполнение задач по добыче нефти.
В 1956 году вышел на пенсию.
Похоронен в Грозном на кладбище Октябрьского района. Захоронение является памятником регионального значения. По данным от 2010 года находится в неудовлетворительном состоянии.

## Награды
- Герой Социалистического Труда — указом Президиума Верховного Совета СССР от 8 мая 1948 года;
- Орден Ленина
- Медаль «За оборону Кавказа»
- Медаль «За доблестный труд в Великой Отечественной войне 1941—1945 гг.»